# Emo (album)
Emo è il decimo album studio della punk band Screeching Weasel, registrato a Chicago durante il blizzard del 1999.

## Tracce
- Tutte le tracce scritte da Ben Weasel, eccetto Linger scritta da Noel Hogan e Dolores O'Riordan.

1. Acknowledge - 2:45
2. Sidewalk Warrior - 1:45
3. Static - 2:18
4. The Scene - 2:44
5. Let Go - 4:08
6. Regroup - 3:51
7. Passion - 2:05
8. Linger - 3:45
9. Last Night - 3:47
10. 2-7 Split - 3:35
11. On My Own - 2:49
12. Bark Like a Dog - 5:07

## Crediti[2]
- Ben Weasel - voce, chitarra
- John Jughead - chitarra
- Mass Giorgini - basso
- Dan Lumley - batteria
- Roger Seible - mastering
- Paul Thomas - assistente ingegnere del suono